# Bahnhof Paulinenaue
Der Bahnhof Paulinenaue ist ein Durchgangsbahnhof in der Gemeinde Paulinenaue im Landkreis Havelland. An der Berlin-Hamburger Bahn nahm man ihn 1846 in Betrieb. Im Laufe der nächsten Jahrzehnte entwickelte sich der Ort zu einem Knotenpunkt. 1880 wurde eine Strecke von Paulinenaue nach Neuruppin eröffnet und 1901 kam eine Schmalspurstrecke der Kreisbahn Rathenow-Senzke-Nauen hinzu. 1924 wurde der Betrieb auf dieser Strecke wieder eingestellt. 1970 wurde der Personenverkehr nach Neuruppin eingestellt, Mitte der 1990er Jahre wurde die Strecke stillgelegt. Das Empfangsgebäude steht unter Denkmalschutz.

## Lage
Paulinenaue liegt am Streckenkilometer 49 der Berlin-Hamburger Bahn und war Ausgangspunkt der Strecken nach Neuruppin und Senzke. Der Bahnhof liegt zentral im Ort. Er grenzt an die Ruppiner Straße und an die Bahnhofstraße. In Richtung Nordwesten ist der nächste Bahnhof Friesack, der gut 13 Kilometer entfernt ist, in Richtung Südosten ist dies der ca. 15 Kilometer entfernt gelegene Bahnhof Nauen. Der Bahnhof gehört zum Gebiet des Verkehrsverbundes Berlin-Brandenburg.

## Geschichte
Um 1845 war Paulinenaue ein Gut mit ungefähr zehn Häusern, das durch eine Rinderzucht von Friedrich Wilhelm von Knoblauch bedeutsam war. Dieser war maßgeblich bestrebt, einen Zugang zur Berlin-Hamburger Bahn zu erhalten. Knoblauch erklärte sich daher bereit, einen Teil seines Grundstückes zu verkaufen, wenn er dafür einen Haltepunkt in seinem Ort erhielte. Da sich andere Grundbesitzer zunächst gegen die Führung der Strecke durch ihre Gebiete aussprachen, kaufte die Eisenbahngesellschaft der Berlin-Hamburger Bahn von Knoblauch für 9961 Taler 28 Morgen und 125 Quadratruten ab. Zunächst waren in Paulinenaue 23 Bahnbedienstete angestellt. Dazu zählten ein Restaurateur, ein Bahnmeister, Bahnwärter und Weichensteller, ein Verwieger, ein Diäter und ein Postverwalter.
1883/84 wurde die Strecke nach Neuruppin eröffnet, deren Ausgangspunkt Paulinenaue war. Der Ort wurde somit zum Anschlussbahnhof. Zugleich wurde auch das Empfangsgebäude erweitert. Seit 1901 endete in Paulinenaue eine weitere Bahnstrecke, und zwar eine Zweigstrecke der Kreisbahn Rathenow-Senzke-Nauen. Schon 1924 wurde der Betrieb von Senzke bis Paulinenaue wieder eingestellt.
Gegen Ende des Zweiten Weltkriegs im April 1945 wurde der Bahnhof zunächst geschlossen. Doch am 6. Juli 1945 wurde der Betrieb wieder aufgenommen.
Seit 1970 fuhren auf der Strecke über Fehrbellin nach Neuruppin keine Personenzüge mehr. Somit verlor der Bahnhof endgültig seine Funktion als Umsteigebahnhof.
Vom 14. Juli bis 28. September 2003 und vom 1. März bis zum 13. Juni 2009 wurde Paulinenaue aufgrund von Bauarbeiten nicht bedient.
Im Zuge der vom 1. August 2025 bis 30. April 2026 geplanten Generalsanierung der Bahnstrecke Berlin–Hamburg sollen Bahnsteigbelänge, Wegeleitung und Beleuchtung erneuert, das Blindenleitsystem erweitert und die Reisendeninformation über neue Anzeigen erweitert werden. Ferner sollen Sitzmöbel, Streugutbehälter und Vitrinen beschafft und neue Wetterschutzhäuser aufgebaut werden.

## Anlagen

### Bahnsteige und Gleise

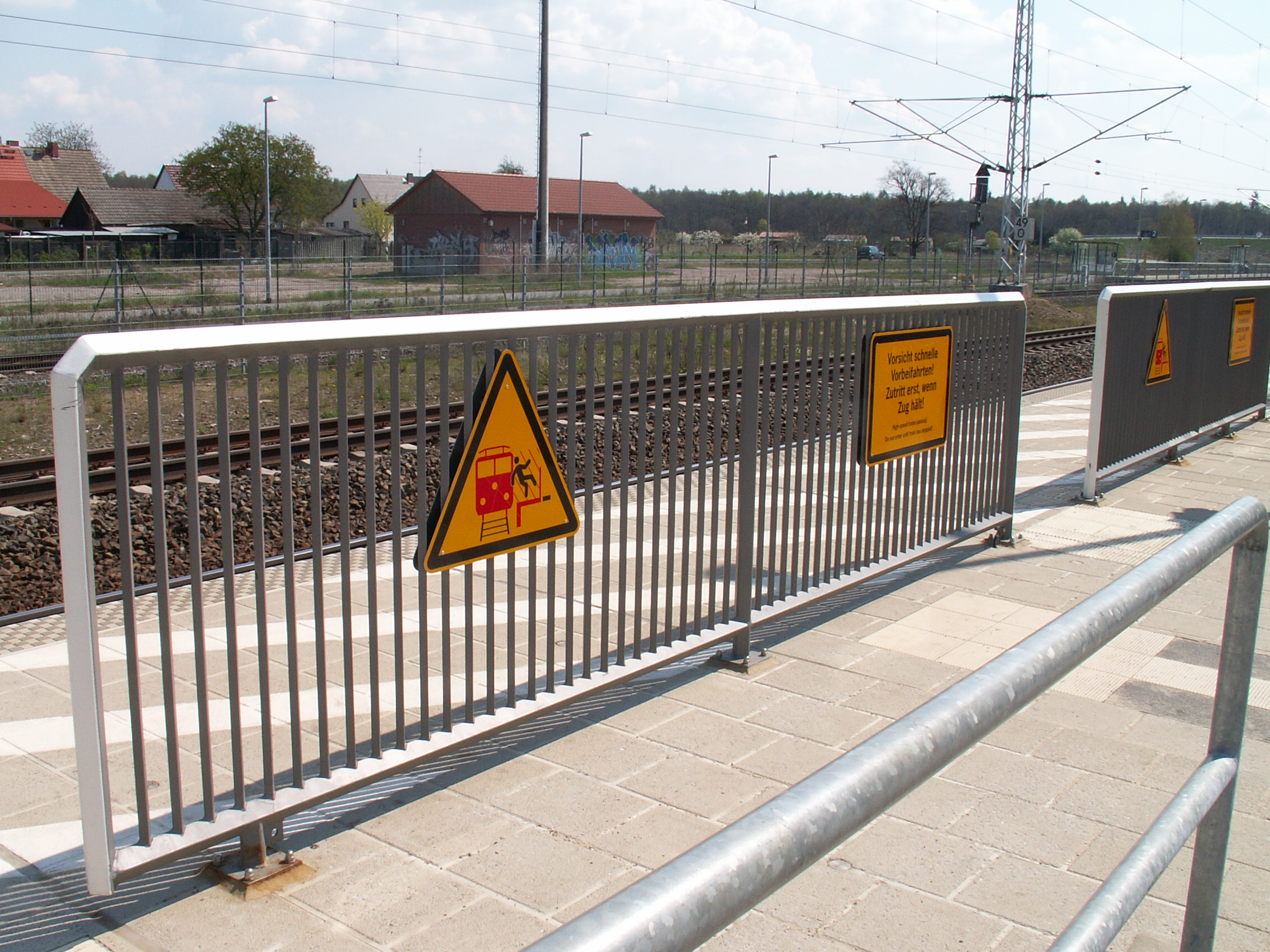
Bahnsteiggleise mit Warnmarkierungen vor schnellen Zugfahrten

Der Bahnhof Paulinenaue besitzt drei Gleise. Das westliche und das mittlere Gleis sind durchgehende Hauptgleise, die mit 230 km/h durchfahren werden dürfen. An dem westlichen Gleis sind Sperrgitter als Reisendensicherungsanlage angeordnet. Das östliche, mit 60 km/h befahrbare Gleis dient als Überholgleis, an dem planmäßig auch Regionalzüge in Richtung Hamburg halten. An diesem Gleis begann auch die stillgelegte Strecke nach Neuruppin. Alle anderen Gleise wurden vor 2000 zurückgebaut.
Auf der Ostseite des Bahnhofs liegt ein Elektronisches Stellwerk.

### Empfangsgebäude
Der Empfangsgebäude ging erst ein Jahr nach der Eröffnung der Bahnstrecke in Betrieb. Baumeister war Raetzel aus Friesack, der am 20. Mai 1847 die Baupläne einreichte. 1883/84 wurde es erweitert.
Es zählte ursprünglich zu den einfachen Empfangsgebäuden mit Satteldach, zwei Geschossen mit vier Fensterachsen zu den Gleisen und drei Achsen in die Tiefe. Es steht mit der Giebelseite zum Bahnsteig. Nach dem Anbau in den 1880er Jahren erhielt das Gebäude langgestreckte, aus mehreren Baukörpern bestehende, asymmetrische Strukturen.
Der Hauptzugang führte in den Mitteltrakt. Auf der einen Seite befanden sich die durch den Anbau deutlich vergrößerten Warte- und Restaurationsräume, auf der anderen Seite einschließlich des Altbaus waren nur Diensträume untergebracht. Im Warteraum wurden außerdem Getränke und Speisen verkauft.

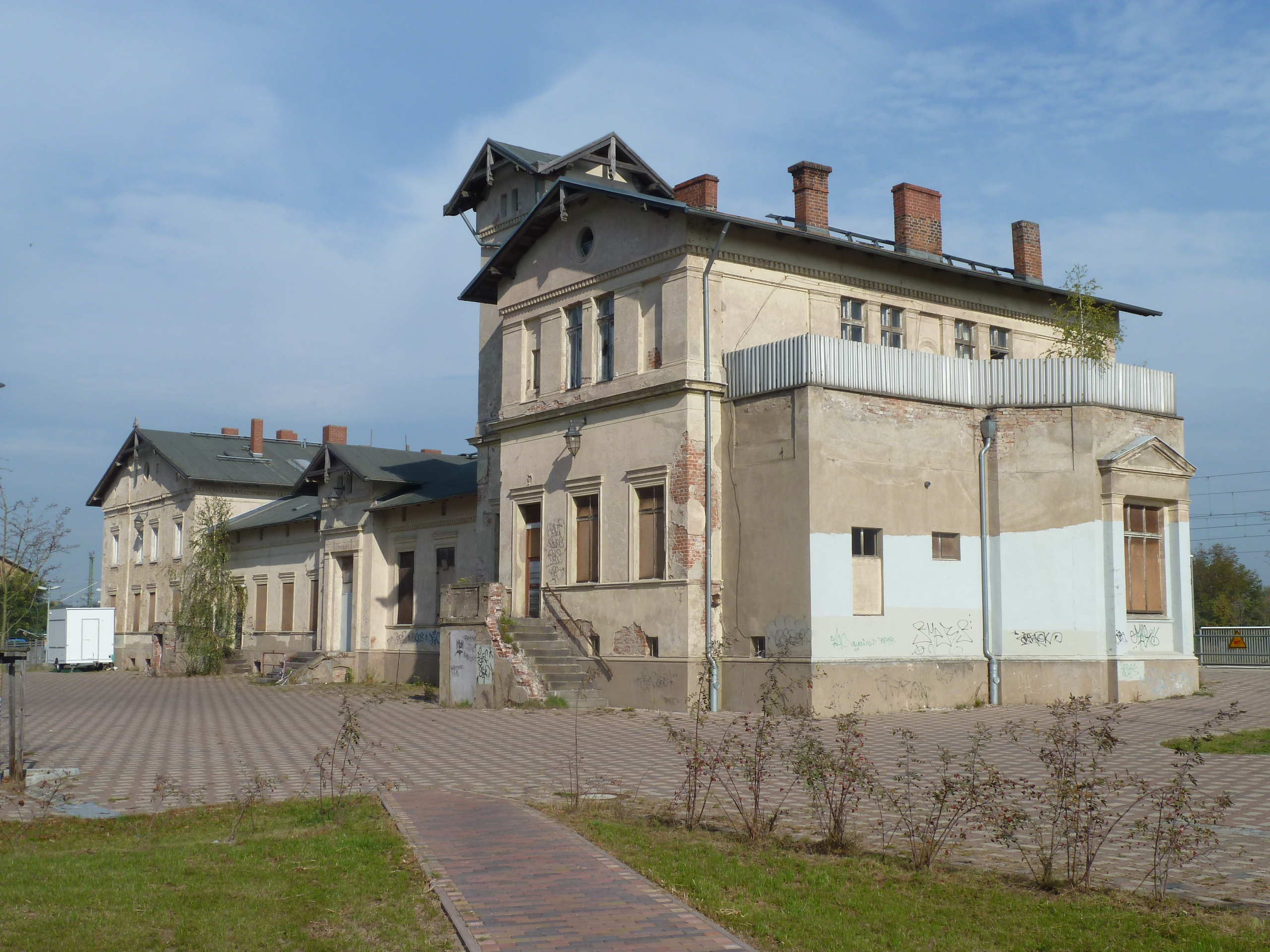
Empfangsgebäude, von der Straßenseite aus gesehen

Heute steht das Gebäude leer und befindet sich in einem baulich schlechten Zustand. Es steht unter Denkmalschutz und gehört mit Stand Januar 2016 der Gemeinde Paulinenaue. Seit einigen Jahren setzt sich der Paulinenauer Kulturverein für den Erhalt des Empfangsgebäudes ein. Verschiedene Nutzungsmöglichkeiten wurden bereits in Erwägung gezogen.

## Verkehrsanbindung

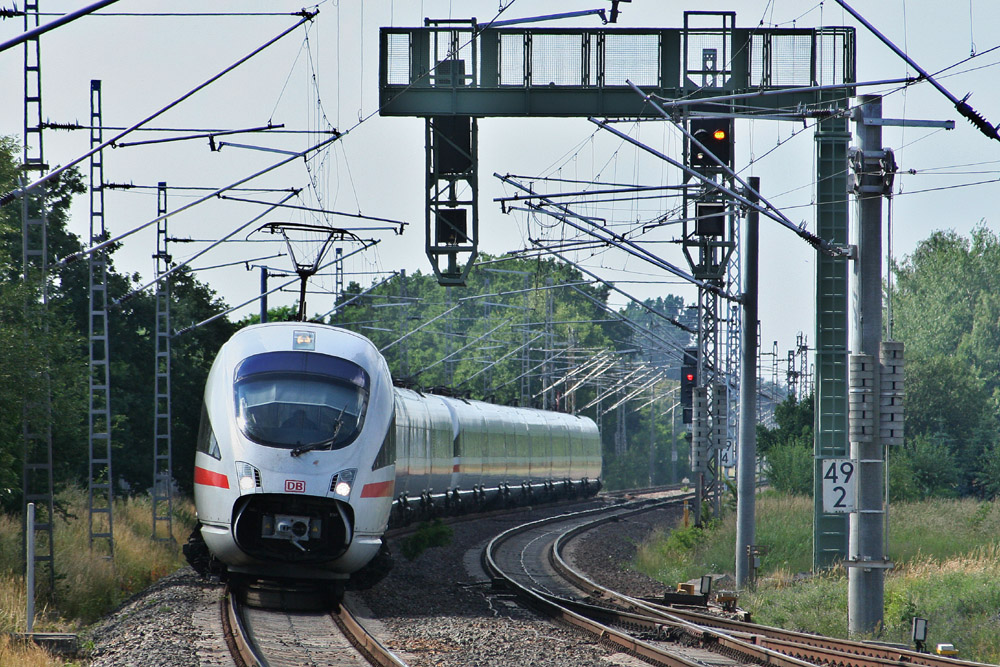
Durchfahrender ICE T

In den Anfangsjahren wurde Paulinenaue durch drei Personenzüge und einen Güterzug pro Richtung am Tag bedient. Im Herbst 2005 wurden etwa 240 ein- und aussteigende Fahrgäste gezählt.
Der Bahnhof wird planmäßig stündlich von Zügen der Regional-Express-Linie RE 8 Flughafen BER–Wittenberge bedient, die alle 120 Minuten weiter bis Wismar fahren.
| Linie                    | Linienverlauf | Takt (min)                                    | EVU  |
| ------------------------ | --- | --------------------------------------------- | ---- |
| RE 8                     | Flughafen BER – Berlin Ostbahnhof – Berliner Stadtbahn – Berlin-Spandau – Nauen – Paulinenaue – Wittenberge – Ludwigslust – Holthusen – Schwerin Hbf – Bad Kleinen – Wismar | 60 (BER–Wittenberge) 120 (Wittenberge–Wismar) | ODEG |
| Stand: 15. Dezember 2024 | |                                               |      |

Am Bahnhof halten zudem die Busse der Linie 669 der Havelbus Verkehrsgesellschaft nach Friesack und Nauen.